# Бланш д’Омаль

Графство Омаль в составе Нормандии.
Территория графства Омаль
Остальная часть герцогства Нормандия

Бланш д’Омаль, Бланш де Понтьё (Blanche d’Aumale ou Blanche de Ponthieu) (1322 — 12 мая 1387) — графиня Омаля, баронесса Монгомери, дама дю Мель, де Гуффе, де Вик-д’Обиньи, де Нуайель-сюр-Мер, де Хьермон, де Нуайеллетт и де Понтайе (baronne de Montgomery et de dame du Mêle (Sarthe), de Gouffer, de Vigues-d’Aubigny, de Noyelles-sur-Mer (Somme), de Hiermont (Somme), de Noyellette et de Pontailler). Дама де Флибокур (Flibaucourt).
Дочь Жана II д’Омаль (ум. 1340) и Катерины д’Артуа (ум. 1368), дочери Филиппа д’Артуа, сеньора де Конш. Наследовала отцу в 1340 году.
В
1340/41 году вышла замуж за Жана V д’Аркура (1320—1356), графа д’Аркур, барона Эльбёф, виконта Шательро, сеньора де Брионн, де Боннетабль, де Лильбонн и де Ла Соссе.
Дети:
- Жан VI (1342—1389), граф Аркура и Омаля, барон Эльбёф;
- Жак I (1344—1405), барон Монгомери и Хавре;
- Луи;
- Роберт;
- Шарль;
- Фердинан
- Жанна, жена Рауля де Куси сеньора де Монмирайль.

Жан V д’Аркур был обвинён в участии в заговоре, арестован вместе с королём Наварры Карлом Злым и 8 января 1355 года обезглавлен в Руане по приказу короля Иоанна Доброго. Его владения были конфискованы.
В 1357 году дофин Карл, ставший регентом королевства после битвы при Пуатье, помирился с Карлом Злым. Жан V д’Аркур был реабилитирован и похоронен с почестями.
Конфискованные владения вернули семье.	Ими первое время управляла Бланш д’Омаль как опекун своих несовершеннолетних сыновей.